# Provincias Unidas del Centro de América
Las Provincias Unidas del Centro de América o Estados Federados del Centro de América fue un Estado que existió entre el 1 de julio de 1823 y el 22 de noviembre de 1824, luego pasaron a llamarse República Federal de Centro América. A veces se les nombra «Provincias Unidas de Centroamérica».

## Antecedentes

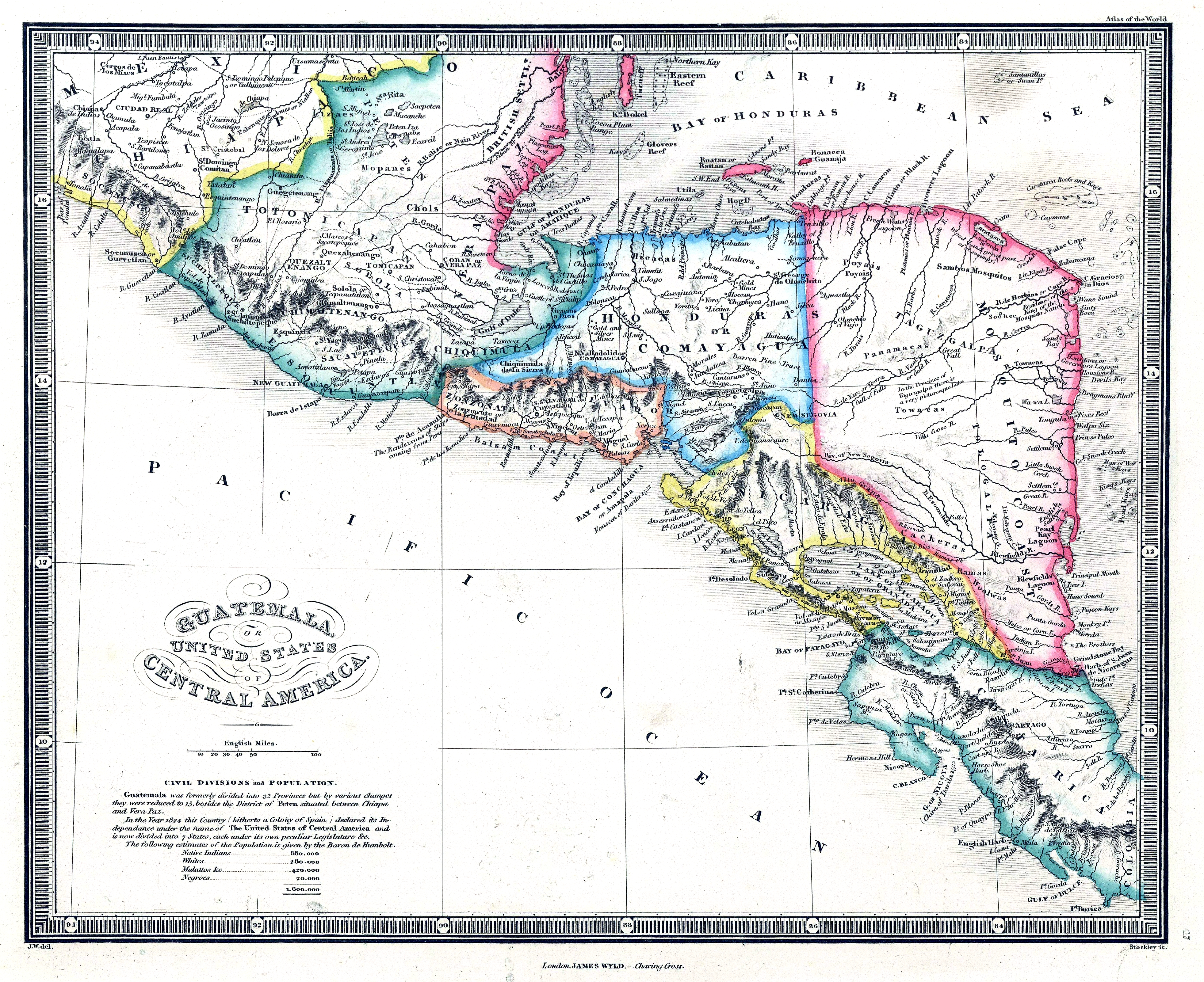
Mapa de los países en América Central hacia 1860, incluyendo el Reino de Mosquitia.

Las Provincias Unidas del Centro de América se formaron en gran parte de los territorios que hasta 1820 habían formado el llamado Reino de Guatemala, perteneciente a la Corona española. En 1820, como consecuencia del restablecimiento de la Constitución de Cádiz, este reino desapareció como unidad política y su territorio quedó dividido en dos provincias, la Provincia de Guatemala, con capital en la ciudad de Guatemala y la Provincia de Nicaragua y Costa Rica, con capital en León. Estas provincias eran unidades separadas y sin subordinación político-administrativa entre sí, pero en lo judicial seguían ambas bajo la jurisdicción de la Real Audiencia de Guatemala y en lo militar dependían del capitán general de Guatemala, título que para lo castrense tenía el jefe político superior de la provincia de Guatemala.
En 1821 las Cortes españolas decidieron erigir en provincias a todas las intendencias americanas, con lo cual las intendencias de Ciudad Real de Chiapas, Comayagua y San Salvador pasaron a ser respectivamente la provincia de Ciudad Real de Chiapas, la provincia de Comayagua y la provincia de San Salvador. Poco después, en septiembre de 1821, todas estas provincias, al igual que la Provincia de Guatemala (15 de septiembre) y la provincia de Nicaragua y Costa Rica (11 de octubre), proclamaron su independencia de la Monarquía española. En diciembre de 1821, el partido de Costa Rica, uno de los siete que formaban la provincia de Nicaragua y Costa Rica, se separó y reasumió la condición de provincia aparte, que había tenido hasta 1820. De 1822 a 1823, las provincias de Guatemala, El Salvador y Nicaragua estuvieron unidas de un modo u otro al Primer Imperio mexicano. Para el caso específico de Costa Rica, esta provincia decidió no anexarse al Imperio Mexicano, esto como resultado de la primera guerra civil costarricense, la guerra de Ochomogo.
A la caída del Imperio mexicano, las autoridades de la provincia de Guatemala invitaron a las demás a enviar diputados a un congreso que se reuniría en su capital. El Salvador, Honduras y Nicaragua eligieron diputados y los enviaron a la ciudad de Guatemala. Costa Rica anunció que los enviaría una vez que se retiraran de la capital guatemalteca las tropas mexicanas de ocupación enviadas por el Imperio en 1822. Chiapas no envió diputados, puesto que prefirió mantenerse unida a México, aunque sí lo hizo su región costera de Soconusco.

## Establecimiento de las Provincias Unidas

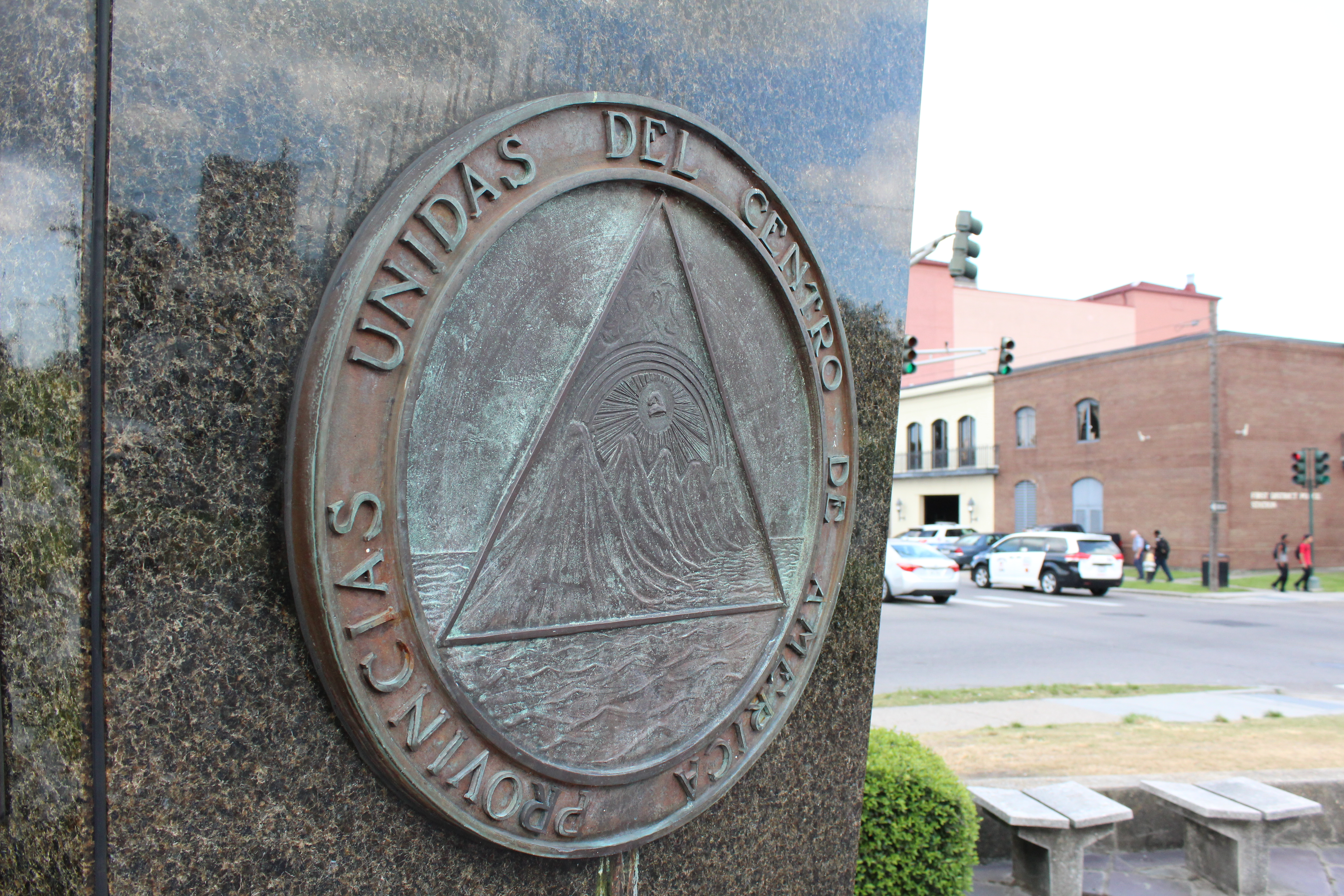
Placa con el escudo de las Provincias Unidas del Centro de América.

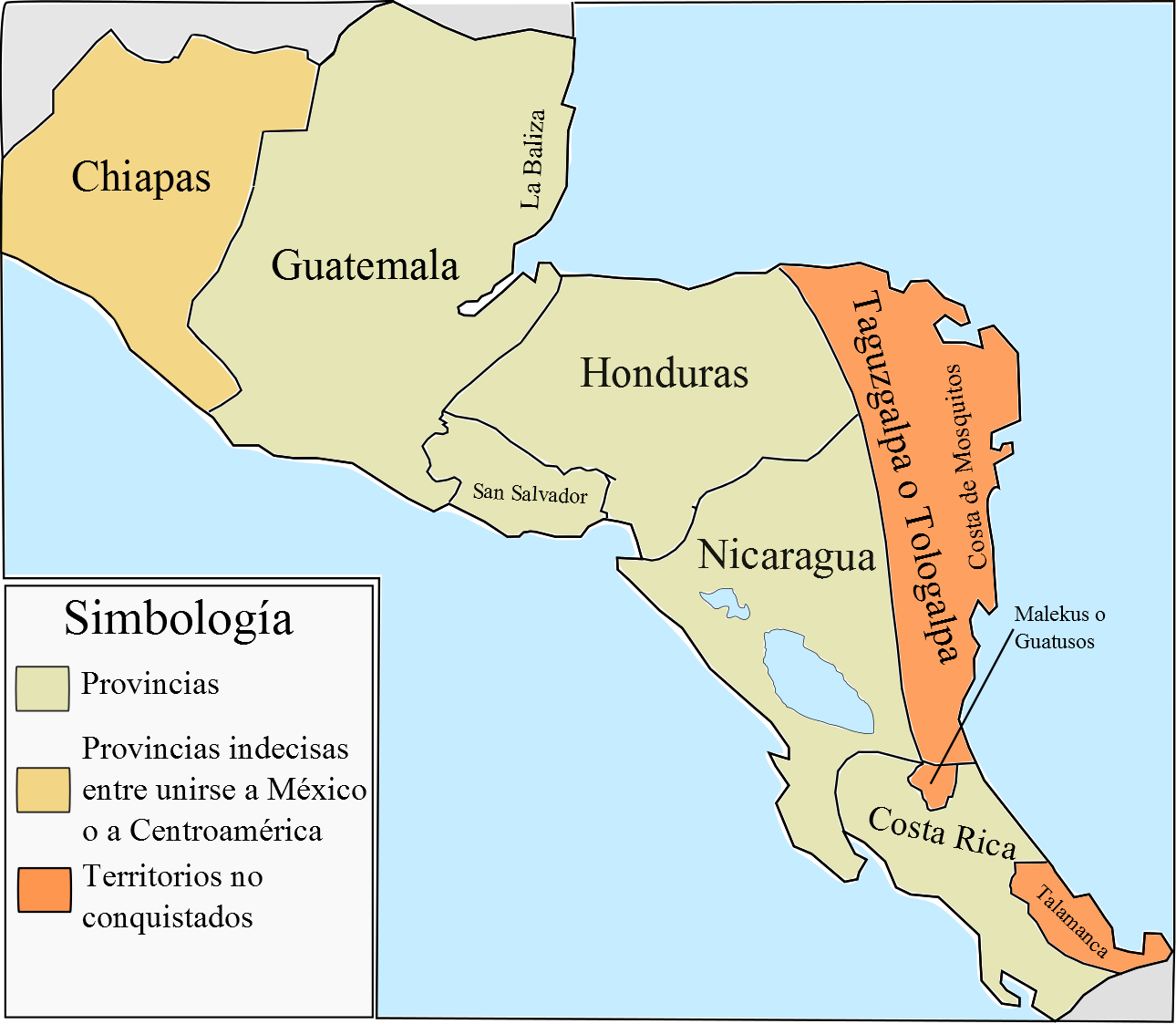
Provincias Unidas de Centroamérica luego de la independencia absoluta

El 1 de julio de 1823 el congreso se reunió en Guatemala, bajo la presidencia del presbítero José Matías Delgado y declaró que las provincias ahí representadas eran independientes de España, de México y de toda otra nación. El nuevo país tomó el nombre de Provincias Unidas del Centro de América. Al día siguiente, 2 de julio, los diputados se declararon constituidos en Asamblea Nacional Constituyente y proclamaron que en ella residía la soberanía nacional y pusieron en vigencia temporalmente la Constitución de Cádiz.
La Asamblea Nacional Constituyente decretó una bandera y un escudo para el nuevo Estado, y nombró una junta de gobierno provisional de tres miembros (Primer Triunvirato de Centroamérica). En octubre de 1823 fue reemplazada por otro (Segundo Triunvirato de Centroamérica), que gobernó hasta 1825.

## Bases de Constitución Federal
Para la organización definitiva del país, la Asamblea Constituyente nombró una comisión para redactar un proyecto de Constitución. Esta comisión, formada por cuatro diputados de ideología liberal, trabajó primero en un documento denominado Bases de Constitución Federal, en el que se recogían los principios fundamentales de la futura Carta fundamental y se delineaba la organización del gobierno.
Aunque también tuvieron a la vista la Constitución de Cádiz, la Constitución portuguesa de 1822, los textos constitucionales colombianos federales y unitarios y las Constituciones francesas. El principal modelo utilizado por los miembros de la comisión redactora fue la Constitución promulgada en 1787 por los Estados Unidos de América, cuyo éxito había sido indiscutible. La comisión pareció creer que el progreso y la paz de los Estados Unidos estaban determinados directamente por su forma de organización, sin tomar en consideración que respondía a una realidad social y económica muy distinta de la de Centroamérica, ni tampoco las considerables diferencias que existían entre la tradiciones políticas y jurídicas de ambos países. Para colmo, no se limitaron a inspirarse en las disposiciones de la Carta americana, sino que introdujeron en el modelo una serie de cambios muy poco felices, sobre todo en la parte orgánica. Documentos más cercanos a la idiosincrasia centroamericana, como la Constitución española de 1812 o la portuguesa de 1822 solamente sirvieron de referencia para aspectos secundarios. El resultado de todo esto, como lo indicó años más tarde don Felipe Francisco Molina y Bedoya, hijo de uno de los miembros de la comisión redactora, fue un «aborto monstruoso que en la estructura exterior se asemejaba a las instituciones que se tomaron por modelo».
El 25 de octubre de 1823, la comisión redactora presentó las Bases de Constitución federal al plenario de la Constituyente. El 17 de diciembre siguiente, la Asamblea dispuso a hacer circular el texto e invitó a las Provincias Unidas a formular y presentar observaciones o propuestas de modificación.
Las Bases de Constitución federal se dividían en 45 artículos, distribuidos en diez partes o secciones sin numeración.
La primera sección, que no llevaba titulación, consagraba la independencia del país, con el nombre de Estados Federados del Centro de América. Se refería a la soberanía nacional, la división tripartita de poderes, el afianzamiento de los derechos del hombre y el ciudadano y la adopción de un sistema de gobierno republicano, representativo y federal. Indicaba que la religión sería la católica, con exclusión del ejercicio público de cualquiera otra, lo cual implícitamente autorizaba el ejercicio privado de otros credos.
La segunda sección se refería al Poder Legislativo, que residiría en una sola cámara, denominada Congreso Federal, elegida sobre base numérica y renovable por mitades cada año, cuya función principal sería aprobar las leyes federales.
La tercera sección regulaba el Senado, compuesto por Senadores elegidos popularmente y renovable por tercios cada año. Al contrario de lo que ocurría en el sistema americano, donde el Congreso estaba formado por dos Cámaras, una de Representantes y otra de Senadores, las Bases diseñaban un sistema unicameral, ya que el Senado no tendría iniciativa en la formación de la ley, sino que se limitaría a darle o negarle la sanción. Le corresponderían además funciones de consejero forzoso del Poder Ejecutivo y algunas potestades controladoras.
La cuarta sección versaba sobre el Poder Ejecutivo, que ejercería un Presidente elegido popularmente cada cuatro años, con posibilidad de ser reelegido para el período inmediato siguiente. El Presidente tendría muy escasos poderes, ya que no podría vetar los proyectos de ley y se limitaría a publicar los sancionados y cuidar de su observancia y del orden público, así como a dirigir la fuerza armada de la Federación. Para entablar negociaciones diplomáticas debería consultar al Senado, que además le propondría ternas para efectuar los nombramientos de funcionarios federales. En falta del Presidente haría sus veces un Vicepresidente, elegido conjuntamente con él, y que además presidiría el Senado, aunque solamente podría votar en caso de empate.
La quinta sección regulaba el Poder Judiciario. El máximo órgano sería una Suprema Corte de Justicia, formada por individuos elegidos popularmente y renovables por tercios cada dos años, que tendría las funciones de tribunal de última instancia en ciertos casos y a la que correspondería conocer de las causas contra el presidente y otros altos funcionarios. Se establecería el jurado, así como tribunales de apelación. Todos los ciudadanos, sin distinción alguna, estarían sometidos al mismo orden de procedimientos y juicios, es decir que se suprimirían los fueros eclesiásticos y militares.
La sexta sección se refería al Poder Legislativo de cada uno de los Estados federados. Estos tendrían un Congreso análogo al federal, compuesto por representantes elegidos popularmente. Al primer Congreso le correspondería formar la Constitución particular del Estado, y a él y los sucesivos, la elaboración de las leyes.
La séptima sección versaba sobre el Consejo Representativo, órgano de elección popular que en cada Estado daría la sanción o veto a las leyes aprobadas por el Congreso estatal y tendría otras funciones análogas a las del Senado federal.
La octava sección se refería al Poder Ejecutivo de los Estados, que ejercería un Jefe elegido popularmente. En su falta haría sus veces un Segundo Jefe, también elegido popularmente, que presidiría el Consejo Representativo, aunque sufragaría solamente en caso de empate.
La novena sección regulaba el Poder Judiciario de los Estados federados. En cada uno habría una Corte Superior de Justicia formada por jueces elegidos popularmente, que sería el tribunal de última instancia y a la cual correspondería hacer efectiva la responsabilidad de los altos funcionarios estatales.
La décima y última sección contenía disposiciones generales y enumeraba una serie de derechos y libertades públicas de la tradición liberal.

## Adhesión de Costa Rica y separación definitiva de Chiapas
En marzo de 1824 tomaron asiento en la Asamblea los representantes costarricenses, y a solicitud suya, el 4 de ese mes el cuerpo constituyente declaró que la provincia de Costa Rica (anteriormente partido) quedaba incorporada a la República del Centro y era una parte integrante de ella bajo el sistema adoptado en las Bases. La misma declaratoria indicó que las autoridades establecidas en Costa Rica continuarían en sus funciones hasta que se estableciesen las que debían regirla conforme a las Bases.
En Chiapas, por el contrario, en septiembre de 1824 se efectuó un plebiscito que resultó en la decisión de unirse definitivamente a México.

## LasBasescomo Constitución provisional
Aunque las Bases habían sido emitidas solamente como una propuesta de esquema para la futura Constitución centroamericana, la provincia de San Salvador, cuyas autoridades eran decididas partidarias de un sistema federal, se apresuró a convocar un congreso constituyente para emitir su constitución conforme al documento. Ante ese hecho, el 5 de mayo de 1824, la Asamblea Constituyente acordó facultar a las provincias para elegir congresos y organizar sus autoridades de conformidad con las Bases de Constitución y además convocó a elecciones para las futuras autoridades federales, aunque todavía no se había emitido la Carta fundamental. Estas decisiones hicieron que el texto de las Bases empezase a adquirir positividad y se elevase de la condición de simple anteproyecto a la de una verdadera Constitución provisional, cuya vigencia se mantendría mientras la Asamblea aprobaba la Constitución definitiva. Además, las Bases, a pesar de sus defectos, quedaron irreversiblemente convertidas en el modelo principal de la futura Carta fundamental.
Las Bases de Constitución Federal estuvieron vigentes hasta la emisión de la Constitución de la República Federal de Centro América, aprobada por la Asamblea Nacional Constituyente, el 22 de noviembre de 1824.

## La República Federal
Con la emisión de la Constitución federal en noviembre de 1824, quedó sustituido el nombre de provincias por el de estados, y el nombre del país también cambió, por lo que las Provincias Unidas del Centro de América pasaron a llamarse República Federal de Centro América.

## Francisco Morazán
El militar y político hondureño, general Francisco Morazán, fue gobernador de la República Federal de Centro América desde 1827 hasta 1838. Él siempre soñó con ver a Centro América como una sola nación que se convertiría en una potencia a nivel regional. Fue el mayor impulsor de esta idea de ver a Centroamérica unida. Durante su gobierno estableció la reforma liberal y cambió la forma de pensar y la política de los cinco estados pertenecientes a la República. Sin embargo, diferentes intereses entre personas poderosas dentro de los cinco estados acabaron con su gobierno. Fue luego llamado a Costa Rica y fue elegido Presidente, pero Rafael Carrera arremetió contra Costa Rica, amenazándole con guerra si no entregaban a Morazán. Luego, una facción de Heredia capturó a Morazán y le dio muerte. Su cuerpo fue sepultado en El Salvador debido a la gran simpatía que Morazán tenía con la gente de esa provincia y en seguimiento a sus órdenes de ser enterrado ahí.

## Gobierno y política
El gobierno de las Provincias Unidas del Centro de Amércia se caracterizó por ser uno de transición del antiguo sistema español al que la Asamblea Nacional Constituyente organizaba. La asamblea formalmente ratificó el acta de independencia del 15 de septiembre de 1821 que dispuso que se siga observando la constitución de Cádiz, así como los decretos y leyes españolas en todo lo que no sean opuestas a la independencia de las provincias y en todo lo que sea adaptable con arreglo a los principios sancionados en la declaración de independencia del 1 de julio de 1823.

### Poder Ejecutivo
El poder Ejecutivo de la nación residió, según el decreto de la asamblea del 2 de julio de 1823, en la persona o personas delegadas por la asamblea y conforme al reglamento que se expediría; a base de esto, el poder ejecutivo provisional de las provincias fue delegada a un triunvirato que fue integrada en el 2 de julio. A principios de octubre del mismo año, la Asamblea Constituyente decidió integrar un nuevo triunvirato por alegación que el primero no representaba a todas las provincias. El poder Ejecutivo fue reglamentado por la asamblea por un decreto dado el 8 de julio.

### Poder Judicial
El ramo judicial de la nación tenía como base las instituciones españolas ya existentes, incluyendo las establecidas por la constitución de Cádiz. Estas instituciones pasaron a cambiar de denominación de acuerdo con el decreto de la asamblea del 23 de julio de 1823.
- La Alta Corte de Justicia reemplazó al Supremo Tribunal de Justicia, institución creada por la constitución española y que representaría el más alto tribunal de la nación. Esta institución, por ser creada por la constitución española como el alto tribunal de España, no existía en Centroamérica y por tanto solo existía en nombre hasta que se organizara el poder judicial en el país naciente.
- Las Cortes Territoriales de Justicia reemplazaron los tribunales de las Audiencias Territoriales, que a su vez fueron formadas tras la disolución de la antigua Real Audiencia de Guatemala y que tenía jurisdicción sobre todas las provincias centroamericanas, incluyendo Chiapas, durante la colonia.[10]

#### Cortes Territoriales de Justicia
Al declararse la nación, existía la Audiencia Territorial de Guatemala, descendiente de la Real Audiencia de Guatemala. Esta se consideró insuficiente y se creó otra con sede en León integrada por tres magistrados. La denominación de audiencia se reemplazó por la de corte, por tanto estas instituciones judiciales pasaron a llamarse Cortes Territoriales de Justicia.

#### Consulado de Comercio
El Consulado de Comercio era un tribunal que se encargaba de resolver disputas sobre comercio. Comerciantes escogidos por la suerte hacían en él de jueces y un abogado era presidente. El tribunal también se ocupaba de promover el incremento del comercio y estimulaba la celebración de ferias.